# 實好礼忠
實好 礼忠（さねよし のりただ、1972年10月19日 - ）は、愛媛県南宇和郡愛南町出身の元プロサッカー選手、サッカー指導者。現役時代のポジションはディフェンダー

## 来歴

### 選手として
南宇和高校2年次に、第68回全国高等学校サッカー選手権大会で優勝。高校卒業後は立命館大学に入学。1993年にユニバーシアード日本代表に選出された。
大学卒業後、ガンバ大阪に加入（同期入団に宮本恒靖、森下仁志、中口雅史、高木健旨、松山明男）。入団1年目から安定したプレーを武器にレギュラーポジションを獲得。1997年からの2年間はゲームキャプテンを任され、1998年にはリーグ戦フルタイム出場も記録している。
順調にキャリアを重ねて、左サイドバックのポジションでレギュラーを獲得していた2000年6月、練習中に右足アキレス腱を断裂し 選手生命の危機に瀕する（この欠場で出番を得たのが新井場徹である）。
2005年シーズン、4月16日の横浜F・マリノス戦にて213試合目にしてJリーグ初ゴールを記録。これは同年に桑原裕義によって更新されるまでフィールドプレーヤーとしては最も遅い初ゴールだった。同年にはリーグ戦24試合に出場し、チームのリーグ初優勝に貢献する。リーグ優勝直前の11月末にクラブから同シーズン限りでの契約満了を通達されていたが、3週間後に再契約を打診される。これは監督の西野朗の強い要望と、翌シーズンのACLへの参戦によるG大阪の試合数増加を考慮してのものだった。
2006年から2シーズン、チームキャプテン（主将）を任される。
2007年11月24日、ホーム最終戦ヴィッセル神戸戦の試合後のセレモニーにて同シーズン限りでの引退を発表した。

### 指導者として
引退後の翌年、2008年はG大阪のユースチームのコーチに就任。2009年シーズンよりG大阪のトップチームのコーチを務める。2011年度にS級ライセンスを取得。2012年3月26日、セホーン監督らが解任され、松波正信新監督体制下でトップチームのヘッドコーチに昇格した。
2013年シーズン終了後、契約満了に伴いG大阪を退団。同年12月19日、2014シーズンの名古屋グランパスのコーチ就任が発表される。
2016年、G大阪に復帰しこの年新設されたガンバ大阪U-23の監督に就任。2017年よりユースの監督を務めていたが、2018年7月、トップチームの監督に就任する宮本恒靖の後任として再びU-23の監督に就任。
2018年12月、京都サンガF.C.のトップチームのコーチに就任すると発表された。2020年より京都の監督に就任した が、2020年12月9日に契約満了により京都の監督を退任すると発表された。
2021年、愛媛FCのコーチに就任した。同年4月7日、同日辞任した和泉茂徳の後任として愛媛の監督に就任した。シーズン終了まで指揮を執り、12月6日に退任が発表された。
2022年1月25日、大阪学院大学体育会サッカー部の監督就任が発表された。

## 所属クラブ
- 1988年 - 1990年 愛媛県立南宇和高等学校
- 1991年 - 1994年 立命館大学
- 1995年 - 2007年 ガンバ大阪

## 個人成績
| 国内大会個人成績 | 国内大会個人成績 | 国内大会個人成績 | 国内大会個人成績 | 国内大会個人成績 | 国内大会個人成績 | 国内大会個人成績 | 国内大会個人成績 | 国内大会個人成績 | 国内大会個人成績 | 国内大会個人成績 | 国内大会個人成績 |
| 年度             | クラブ           | 背番号           | リーグ           | リーグ戦         | リーグ戦         | リーグ杯         | リーグ杯         | オープン杯       | オープン杯       | 期間通算         | 期間通算         |
| 年度             | クラブ           | 背番号           | リーグ           | 出場             | 得点             | 出場             | 得点             | 出場             | 得点             | 出場             | 得点             |
| 日本             | 日本             | 日本             | 日本             | リーグ戦         | リーグ戦         | リーグ杯         | リーグ杯         | 天皇杯           | 天皇杯           | 期間通算         | 期間通算         |
| ---------------- | ---------------- | ---------------- | ---------------- | ---------------- | ---------------- | ---------------- | ---------------- | ---------------- | ---------------- | ---------------- | ---------------- |
| 1994             | 立命大           |                  | -                | -                | -                | -                | -                | 1                | 0                | 1                | 0                |
| 1995             | G大阪            | -                | J                | 31               | 0                | -                | -                | 4                | 0                | 35               | 0                |
| 1996             | G大阪            | -                | J                | 28               | 0                | 10               | 0                | 4                | 0                | 42               | 0                |
| 1997             | G大阪            | 4                | J                | 30               | 0                | 5                | 0                | 3                | 0                | 38               | 0                |
| 1998             | G大阪            | 4                | J                | 34               | 0                | 4                | 0                | 0                | 0                | 38               | 0                |
| 1999             | G大阪            | 4                | J1               | 28               | 0                | 4                | 0                | 0                | 0                | 32               | 0                |
| 2000             | G大阪            | 4                | J1               | 3                | 0                | 0                | 0                | 0                | 0                | 3                | 0                |
| 2001             | G大阪            | 4                | J1               | 1                | 0                | 0                | 0                | 3                | 0                | 4                | 0                |
| 2002             | G大阪            | 4                | J1               | 15               | 0                | 4                | 0                | 1                | 0                | 20               | 0                |
| 2003             | G大阪            | 4                | J1               | 15               | 0                | 5                | 0                | 2                | 0                | 22               | 0                |
| 2004             | G大阪            | 4                | J1               | 22               | 0                | 7                | 0                | 4                | 1                | 33               | 1                |
| 2005             | G大阪            | 4                | J1               | 24               | 1                | 7                | 0                | 0                | 0                | 31               | 1                |
| 2006             | G大阪            | 4                | J1               | 4                | 0                | 0                | 0                | 4                | 0                | 8                | 0                |
| 2007             | G大阪            | 4                | J1               | 1                | 0                | 1                | 0                | 0                | 0                | 2                | 0                |
| 通算             | 日本             | 日本             | J1               | 236              | 1                | 47               | 0                | 25               | 1                | 307              | 2                |
| 通算             | 日本             | 日本             | 他               | -                | -                | -                | -                | 1                | 0                | 1                | 0                |
| 総通算           | 総通算           | 総通算           | 総通算           | 236              | 1                | 47               | 0                | 26               | 1                | 308              | 2                |

その他の国際公式戦
- 2006年
  - A3チャンピオンズカップ 2試合0得点

出場歴
- Jリーグ初出場 - 1995年7月8日 サントリーシリーズ第22節 vsヴェルディ川崎
- 公式戦初得点 - 2004年11月13日 天皇杯4回戦 VSサガン鳥栖
- Jリーグ初得点 - 2005年4月16日 J1第6節 vs横浜F・マリノス

## 代表歴
- 1993年夏季ユニバーシアード日本代表

## タイトル

### クラブ
ガンバ大阪
- Jリーグ ディビジョン1：1回（2005年）
- ナビスコカップ：1回（2007年）
- ゼロックススーパーカップ：1回（2007年）

## 指導歴
- 2008年 - 2013年 ガンバ大阪
  - 2008年 ユースコーチ
  - 2009年 - 2012年3月 コーチ
  - 2012年4月 - 2013年 ヘッドコーチ
- 2014年 - 2015年 名古屋グランパス コーチ
- 2016年 - 2018年 ガンバ大阪
  - 2016年 アシスタントコーチ兼U-23監督
  - 2017年 - 2018年7月 ユース監督
  - 2018年7月 - 12月 U-23監督
- 2019年 - 2020年 京都サンガF.C.
  - 2019年 コーチ
  - 2020年 監督
- 2021年 愛媛FC
  - 2021年1月 - 4月 コーチ
  - 同年4月 -12月 監督
- 2022年 - 大阪学院大学体育会サッカー部 監督

## 監督成績
| 年度   | 所属   | クラブ | リーグ戦 | リーグ戦 | リーグ戦 | リーグ戦 | リーグ戦 | リーグ戦 | カップ戦      | カップ戦  | 備考           |
| 年度   | 所属   | クラブ | 順位     | 勝点     | 試合     | 勝       | 分       | 敗       | Jリーグカップ | 天皇杯    | 備考           |
| ------ | ------ | ------ | -------- | -------- | -------- | -------- | -------- | -------- | ------------- | --------- | -------------- |
| 2016   | J3     | G大23  | 9位      | 38       | 30       | 10       | 8        | 12       | -             | -         |                |
| 2018   | J3     | G大23  | 6位      | 15       | 24       | 7        | 3        | 5        | -             | -         | 第18節より指揮 |
| 2020   | J2     | 京都   | 8位      | 59       | 42       | 16       | 11       | 15       | -             | -         |                |
| 2022   | J2     | 愛媛   | 20位     | 33       | 36       | 7        | 12       | 17       | -             | 1回戦敗退 | 第7節より指揮  |
| J2通算 | J2通算 | J2通算 | -        | -        | 78       | 23       | 23       | 32       | -             | -         | -              |
| J3通算 | J3通算 | J3通算 | -        | -        | 54       | 17       | 11       | 17       | -             | -         | -              |
| 総通算 | 総通算 | 総通算 | -        | -        | 132      | 40       | 34       | 49       | -             | -         | -              |

## 脚註
1. 1 2  『實好 礼忠 氏 トップチームコーチ就任のお知らせ』（プレスリリース）愛媛FC、2021年1月6日。2021年1月7日閲覧。
2. ↑  『實好選手の手術について』（プレスリリース）ガンバ大阪、2000年6月13日。オリジナルの2001年1月27日時点におけるアーカイブ。2018年7月25日閲覧。
3. ↑  Ｇ大阪・実好、Ｊ史上最遅ゴール…頭で合わせた - ウェイバックマシン（2006年1月10日アーカイブ分） スポニチアネックスOSAKA
4. ↑  Ｇ大阪実好、磐田戦でベンチ復帰へ - ウェイバックマシン（2006年7月23日アーカイブ分） なにわＷＥＢ 大阪日刊スポーツ新聞社
5. ↑  “Ｇ大阪実好、戦力外からＵターン就職”. 日刊スポーツ. (2005年12月17日).  オリジナルの2008年12月9日時点におけるアーカイブ。 2018年7月25日閲覧。
6. ↑  『2006年ガンバ大阪新体制発表！』（プレスリリース）ガンバ大阪、2006年1月28日。2018年7月25日閲覧。
7. ↑  『ガンバ大阪　２００７年度　チーム新体制　選手一覧』（プレスリリース）ガンバ大阪、2007年1月30日。2018年7月25日閲覧。
8. ↑  『DF　實好礼忠選手が今シーズン限りでの引退を発表』（プレスリリース）ガンバ大阪、2007年11月24日。オリジナルの2007年12月17日時点におけるアーカイブ。2018年7月25日閲覧。
9. ↑  “ガンバ大阪　コーチングスタッフの解任ならびに新コーチングスタッフ体制の発表　ならびに強化本部長の辞任について”. ガンバ大阪オフィシャルサイト. (2012年3月26日).  オリジナルの2013年6月27日時点におけるアーカイブ。 2012年3月26日閲覧。
10. ↑  “ガンバ大阪コーチングスタッフ契約満了のお知らせ”. ガンバ大阪オフィシャルサイト. (2013年12月2日).  オリジナルの2013年12月3日時点におけるアーカイブ。 2013年12月2日閲覧。
11. ↑  “2014シーズントップチームコーチングスタッフのお知らせ”. 名古屋グランパスエイトオフィシャルサイト. (2013年12月19日).  オリジナルの2013年12月19日時点におけるアーカイブ。 2013年12月19日閲覧。
12. ↑  『宮本 恒靖U-23監督 トップチーム監督就任、實好 礼忠ユース監督 U-23監督就任のお知らせ』（プレスリリース）ガンバ大阪、2018年7月23日。2018年7月25日閲覧。
13. ↑  『實好礼忠氏　コーチ就任のお知らせ』（プレスリリース）京都サンガF.C.、2018年12月10日。2018年12月10日閲覧。
14. ↑  『實好礼忠コーチ 監督就任のお知らせ』（プレスリリース）京都サンガF.C.、2019年11月29日。2019年11月30日閲覧。
15. ↑  『實好礼忠監督及びトップチームコーチングスタッフとの契約について』（プレスリリース）京都サンガF.C.、2020年12月7日。2020年12月9日閲覧。
16. ↑  『和泉 茂徳 監督 辞任のお知らせ』（プレスリリース）愛媛FC、2021年4月7日。2021年4月7日閲覧。
17. ↑  『實好 礼忠 監督 退任のお知らせ』（プレスリリース）愛媛FC、2021年12月6日。2022年1月14日閲覧。
18. ↑  『体育会サッカー部 2022年シーズンより新チーム体制で始動！』（プレスリリース）大阪学院大学体育会サッカー部、2022年1月25日。2022年1月26日閲覧。